# Paraingaderia
Paraingaderia is een monotypisch geslacht van schimmels behorend tot de familie Opegraphaceae. De typesoort is Paraingaderia placodioidea.